# YeoJin
YeoJin è il quarto singolo del girl group sudcoreano Loona, pubblicato nel 2017 dalla cantante YeoJin come parte del progetto di pre-debutto.

## Tracce
1. Kiss Later (키스는 다음에) (YeoJin solo) – 3:20 (testo: Hwang Hyun (MonoTree), Shin Annes – musica: Hwang Hyun (MonoTree))
2. My Sunday (HeeJin & HyunJin duet) – 3:03 (testo: GDLO, Shin Annes – musica: Kim Yoo Seok, Chu Dae Gwang (MonoTree), GDLO)
3. My Melody (HaSeul & YeoJin duet) – 3:03 (testo: GDLO, Shin Annes – musica: Kim Yoo Seok, Chu Dae Gwang (MonoTree), GDLO)

## Classifiche
| Classifica (2017) | Posizione massima |
| ----------------- | ----------------- |
| Corea del Sud     | 21                |